# Cerastium limprichtii
Cerastium limprichtii är en nejlikväxtart som beskrevs av Pax et Hoffm. Cerastium limprichtii ingår i släktet arvar, och familjen nejlikväxter. Inga underarter finns listade i Catalogue of Life.